# Residencia estudiantil Fantoft
La Residencia estudiantil Fantoft (Fantoft Studentboliger, Studentbyen Fantoft o Fantoft Studentby en noruego) es la residencia universitaria más grande de Bergen, y una de las mayores de Noruega. 
Se encuentra en Storetveit, al sur de Bergen, sobre la ruta europea E39. Fantoft se ubica cerca del fjordo de Nordås y a pocas cuadras de la Iglesia de madera de Fantoft. Se empezó a construir a final de los años 60s, y ofrece distintas clases de apartamentos donde se pueden acomodar 1.300 estudiantes y refugiados.
Se estima que en cualquier momento dado, en Fantoft hay representadas unas 80 nacionalidades y una minoría de noruegos. Adicionalmente, en Fantoft se encuentra Fantofthallen, un complejo deportivo popular tanto con los extranjeros como con los estudiantes noruegos. Fantoft también cuenta con un bar (llamado Klubb Fantoft) y un supermercado en las proximidades.
Las habitaciones en Fantoft cuentan con conexión a internet y TV, aunque el servicio de teléfono interno fue suspendido en 2008. Se puede contratar servicios telefónicos de manera privada. También hay lavandería.
Cada habitación en Fantoft cuenta con un detector de humo, por lo que es prohibido fumar dentro de los cuartos.

## Arquitectura
La arquitectura está inspirada en las ideas de Le Corbusier, visibles por ejemplo en la Unidad habitacional de Firminy-Vert. En los años 80s, Joseph Luns, secretario general de la OTAN, dio una conferencia en Fantoft, donde exclamó "¿he venido a una prisión?", debido a lo masivo y austero del conjunto arquitectónico.

## Galería de imágenes

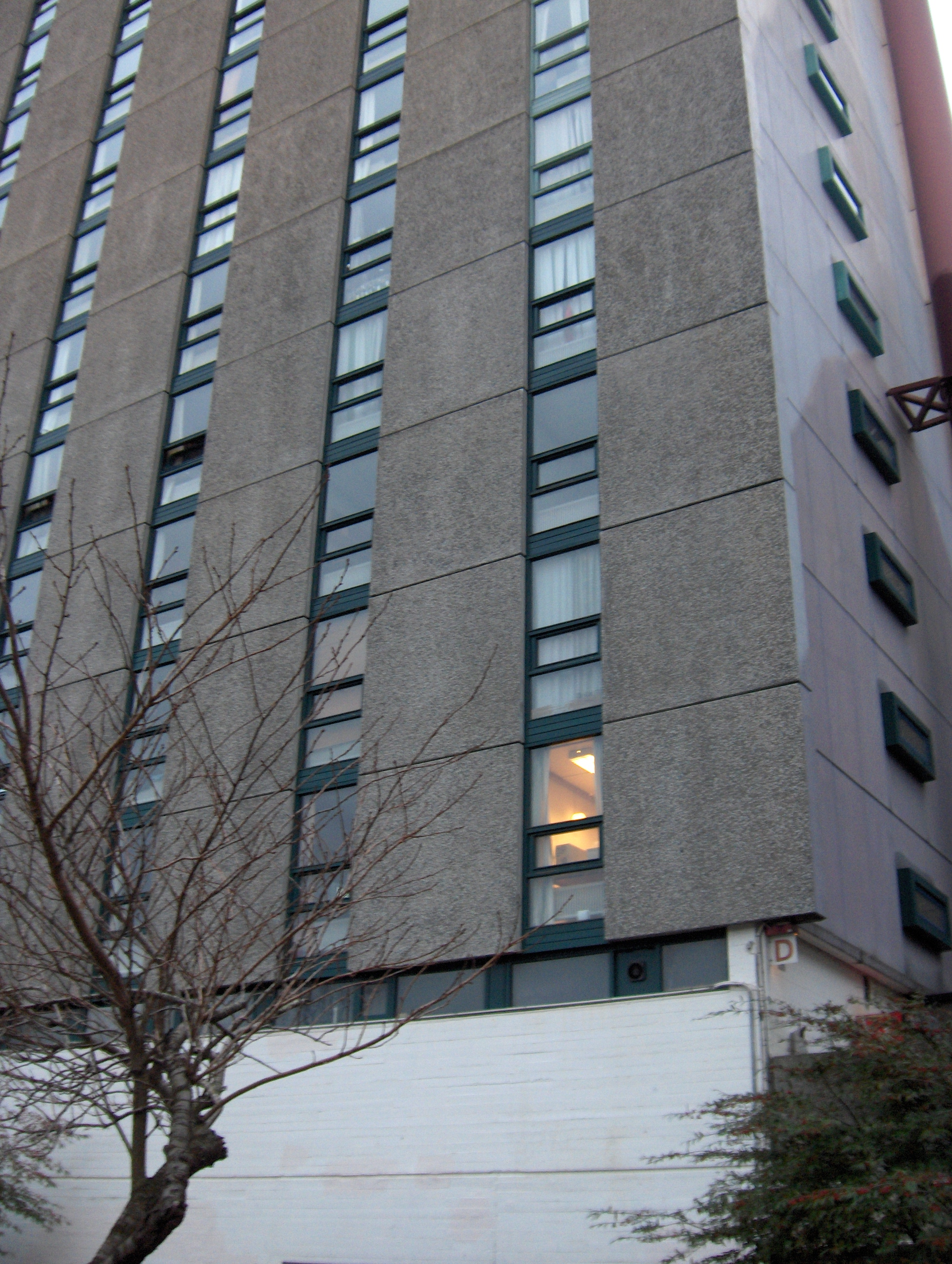
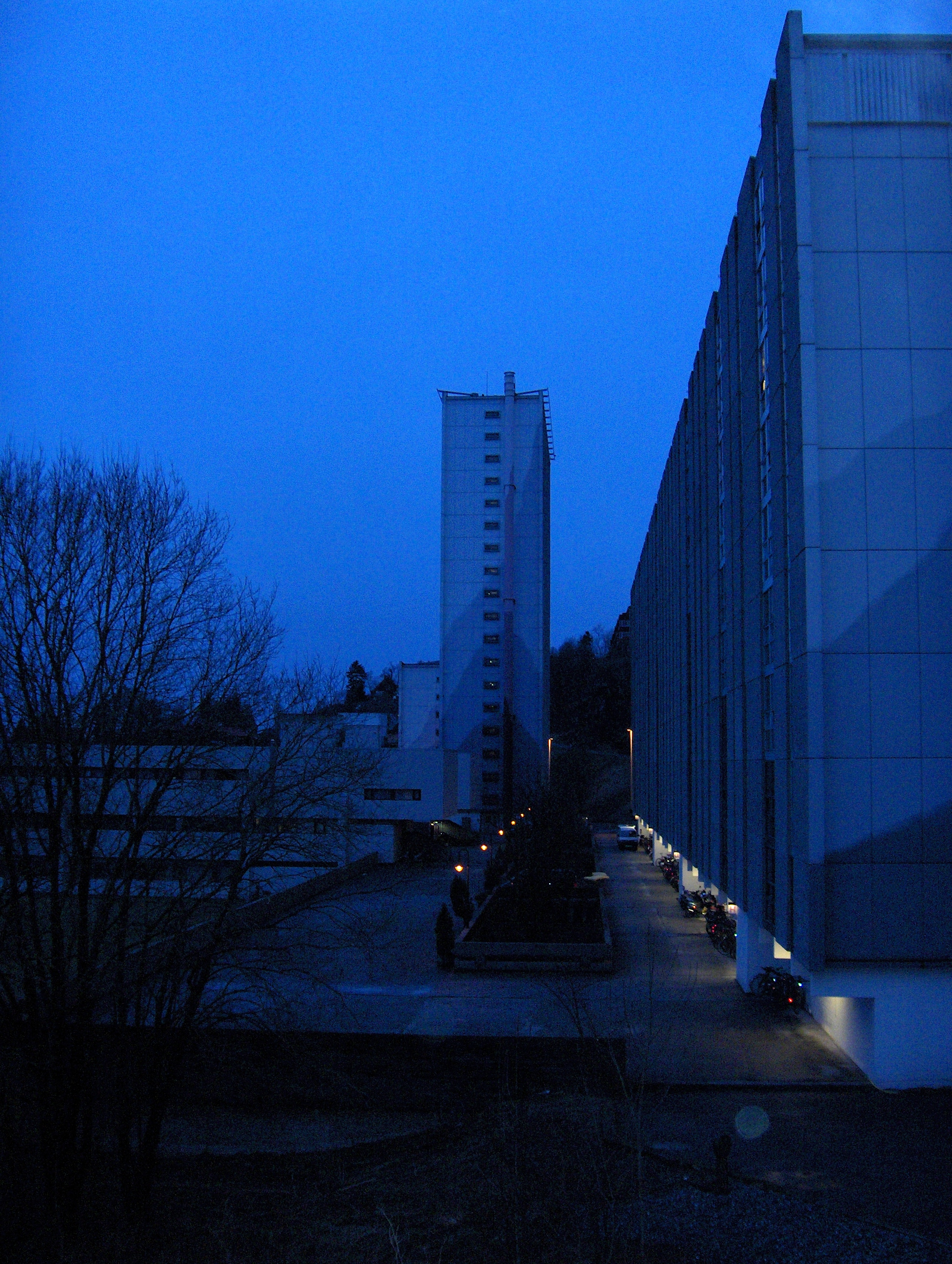
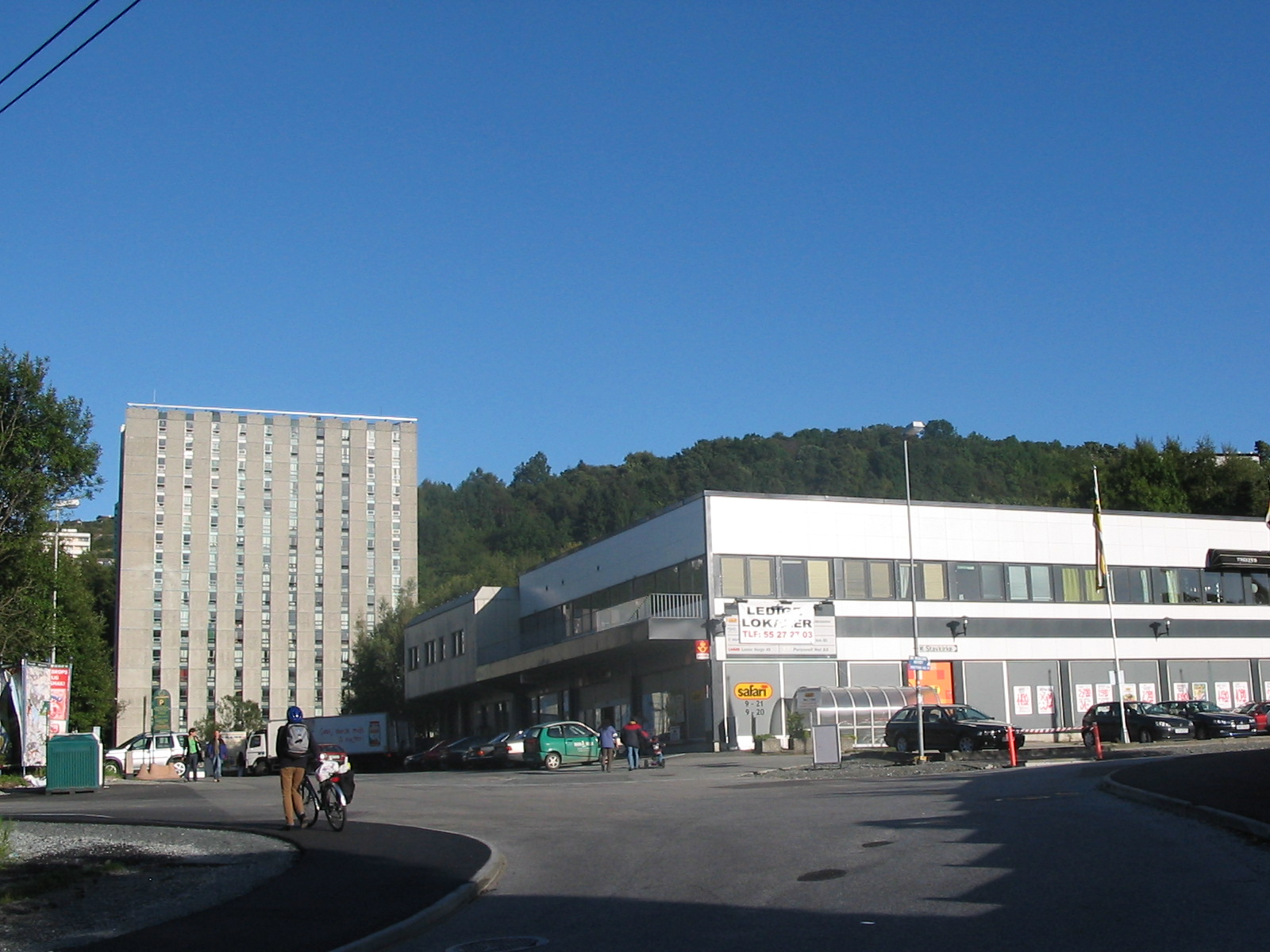
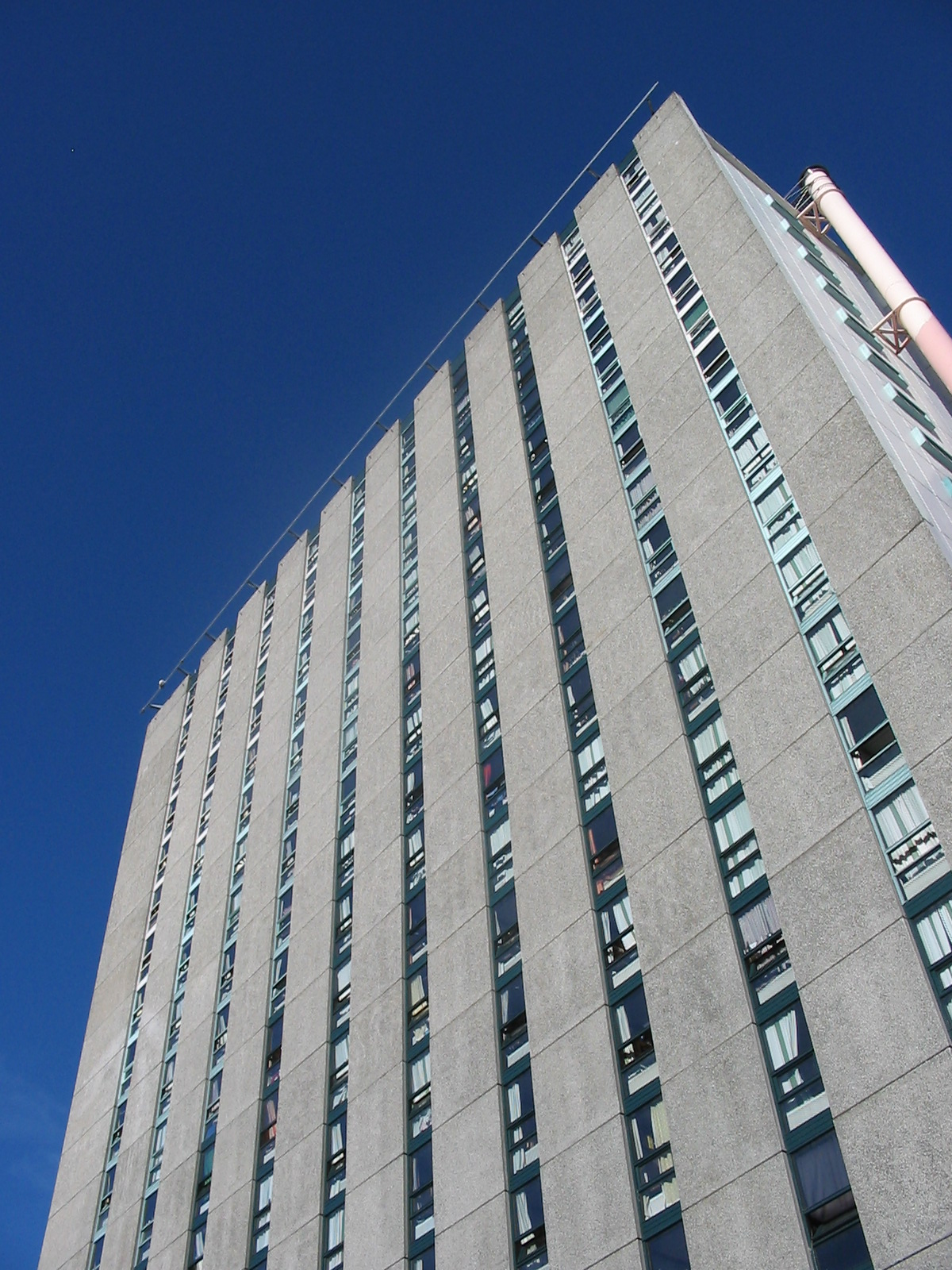
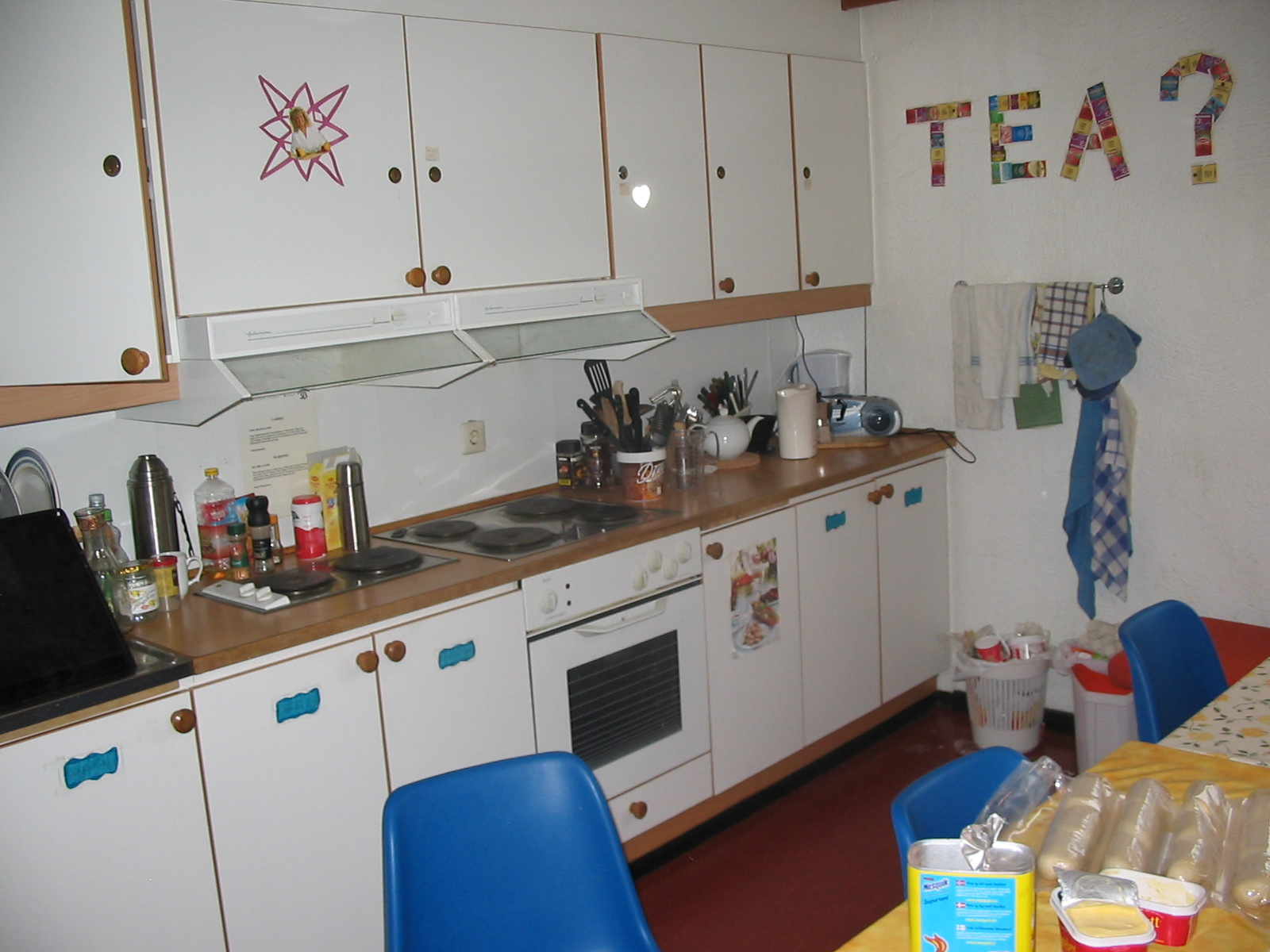
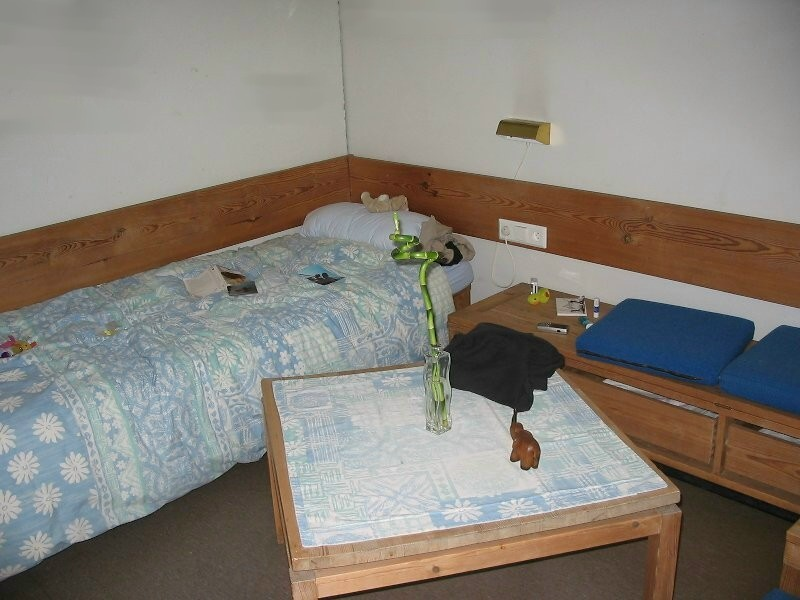
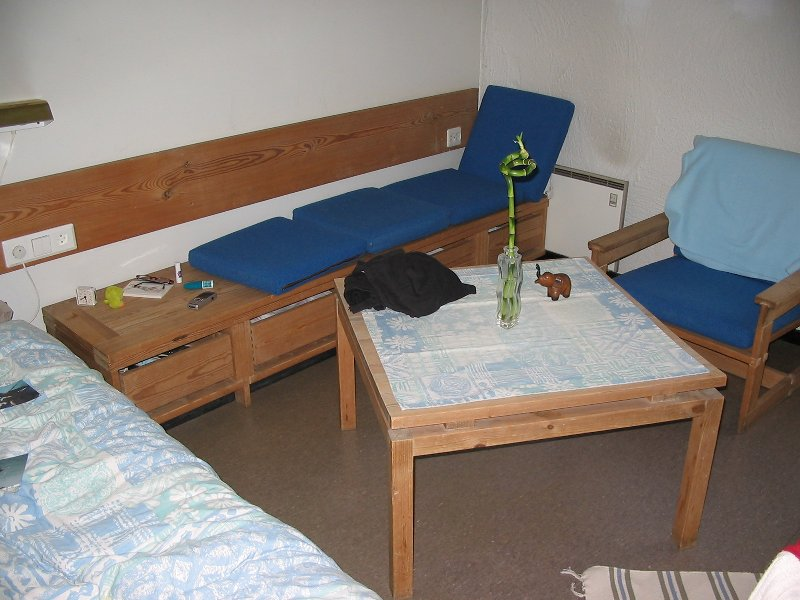
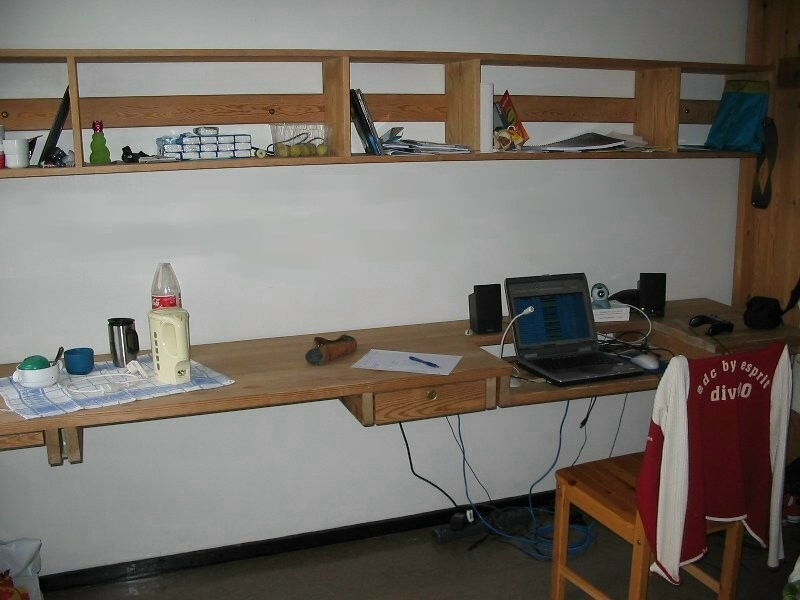
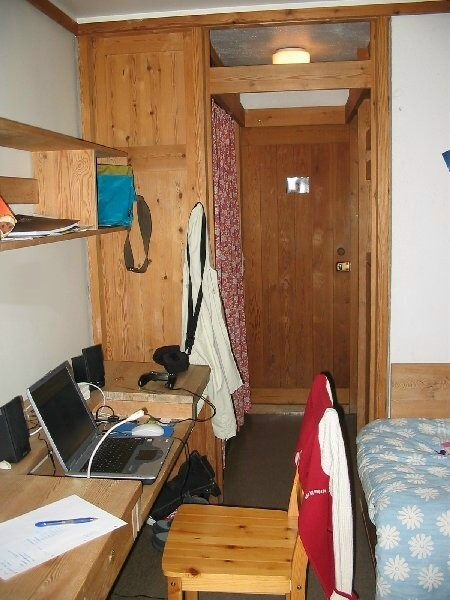